# Whisper Not
Whisper Not från 2000 är ett livealbum med pianisten Keith Jarrett och hans ”Standards Trio”.. Albumet är inspelat i Palais des Congrès, Paris.

## Låtlista
1. Bouncing with Bud (Bud Powell/Walter Fuller) – 7:33
2. Whisper Not (Benny Golson) – 8:06
3. Groovin' High (Dizzy Gillespie) – 8:31
4. Chelsea Bridge (Billy Strayhorn) – 9:48
5. Wrap Your Troubles in Dreams (Harry Barris/Ted Koehler/Billy Moll) – 5:48
6. 'Round Midnight (Thelonious Monk/Cootie Williams/Bernie Hanighen) – 6:45
7. Sandu (Clifford Brown) – 7:27
8. What is this Thing Called Love? (Cole Porter) – 12:24
9. Conception (George Shearing) – 8:09
10. Prelude to a Kiss (Duke Ellington/Irving Gordon/Irving Mills) – 8:17
11. Hallucinations (Bud Powell) – 6:37
12. All My Tomorrows (Jimmy Van Heusen/Sammy Cahn) – 6:24
13. Poinciana (Nat Simon/Buddy Bernier) – 9:11
14. When I Fall in Love (Victor Young/Edward Heyman) – 8:07

## Medverkande
- Keith Jarrett – piano
- Gary Peacock – bas
- Jack DeJohnette – trummor